# Revúca
Revúca (in ungherese Nagyrőce, in tedesco Groß-Rauschenbach) è una città della Slovacchia, capoluogo del distretto omonimo, nella regione di Banská Bystrica.
A Revúca sono nati i calciatori Michal Breznaník e Norbert Gyömbér.